# Kelvingrove Art Gallery and Museum
Le Kelvingrove Art Gallery and Museum, situé à Glasgow sur Argyle Street près de Kelvingrove Park et de la rivière Kelvin, est l'un des plus importants musées d'Écosse. Il contient une grande variété d'œuvres, de la Renaissance au surréalisme.

## Le bâtiment
Kelvingrove se trouve dans le parc du même nom, surplombant Argyle Street, à proximité de l'Université et du centre-ville de Glasgow.
Le côté sud-ouest fait face à Argyle Street dont il est un bâtiment remarquable : les visiteurs sont surpris de découvrir que le côté donnant sur le parc est en fait la façade principale du musée, encore plus grandiose.
« Cela a donné naissance à une légende de la mythologie urbaine de Glasgow, selon laquelle Kelvingrove a été accidentellement construit à l'envers et, une fois la construction terminée, l'architecte a été si déçu qu'il a sauté de l'une des tours du bâtiment vers la mort. La vérité est que Kelvingrove a toujours été destiné à faire face au parc dont il porte le nom. »
Créé par les architectes John William Simpson (1858-1933) et Edmund John Milner Allen (1859-1912), le musée ouvre en 1901 après l'exposition internationale d'art, de science et de l'industrie de 1888. Le bâtiment est de style baroque espagnol.
L'extérieur de Kelvingrove est fait de grès rouge de la carrière de Lochabriggs près de Dumfries (comme beaucoup d'autres bâtiments construits à Glasgow à la fin des années 1800) et l'intérieur utilise un grès de couleur beaucoup plus claire provenant de Giffnock, au sud de Glasgow.

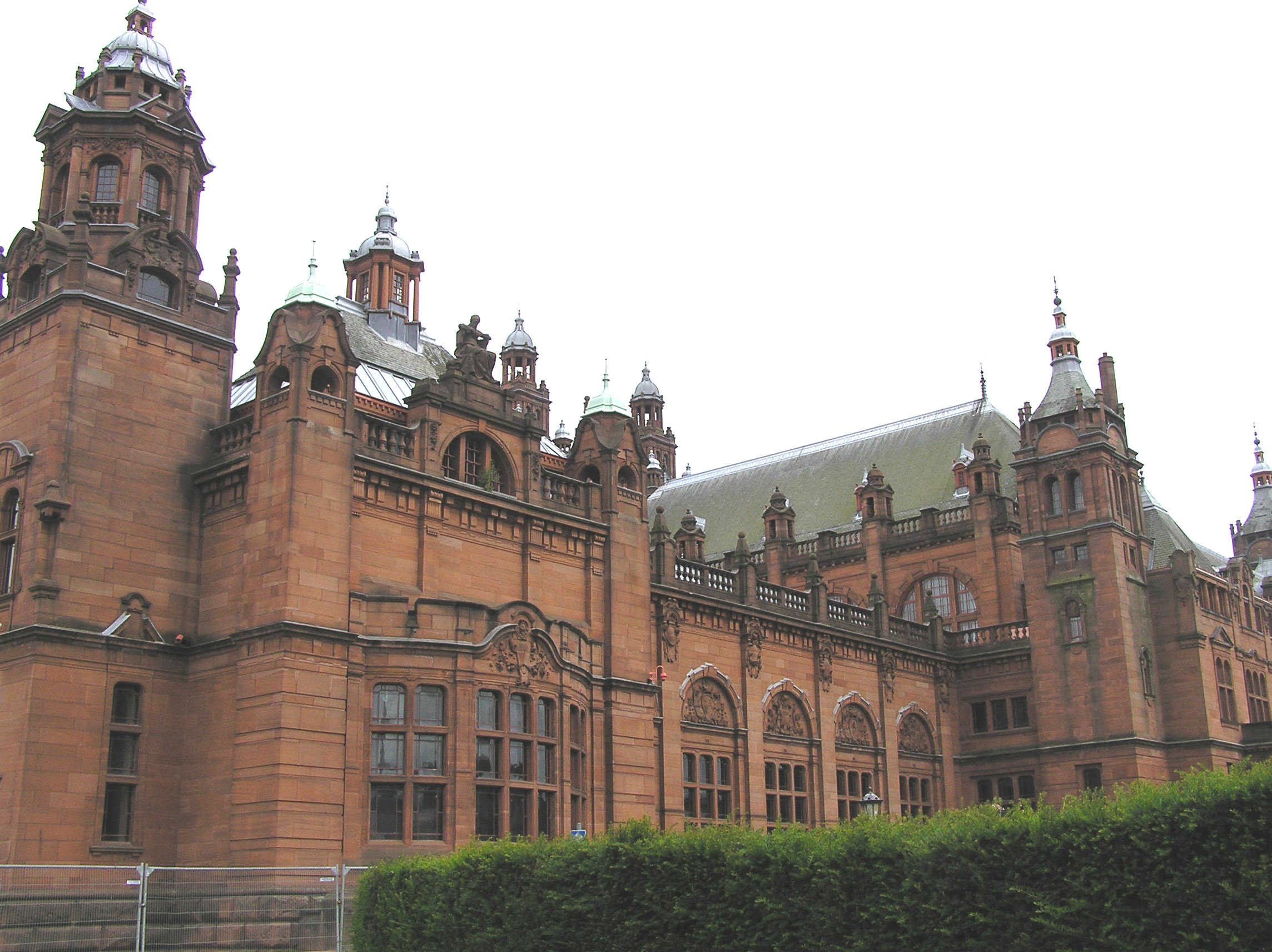
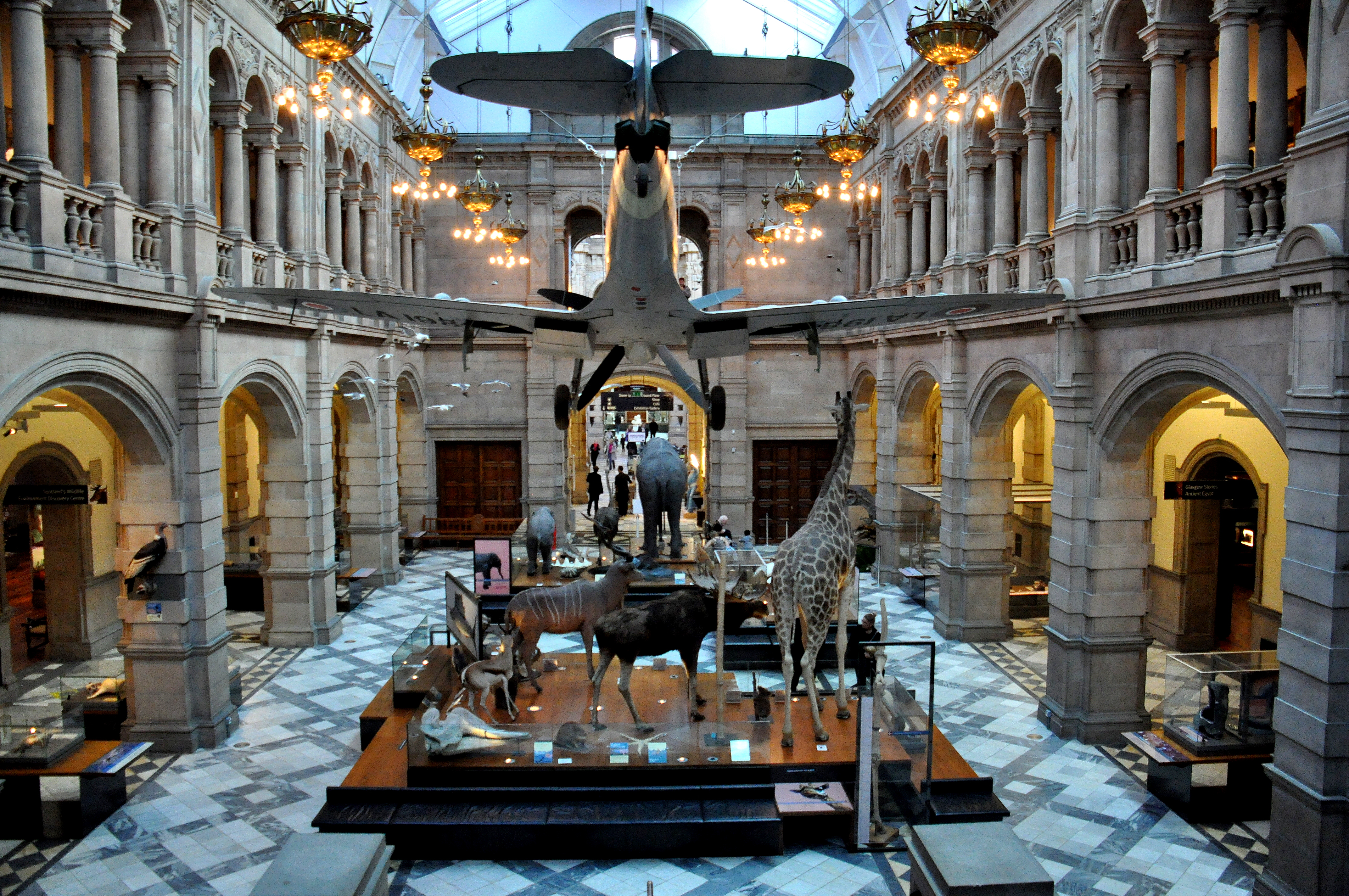
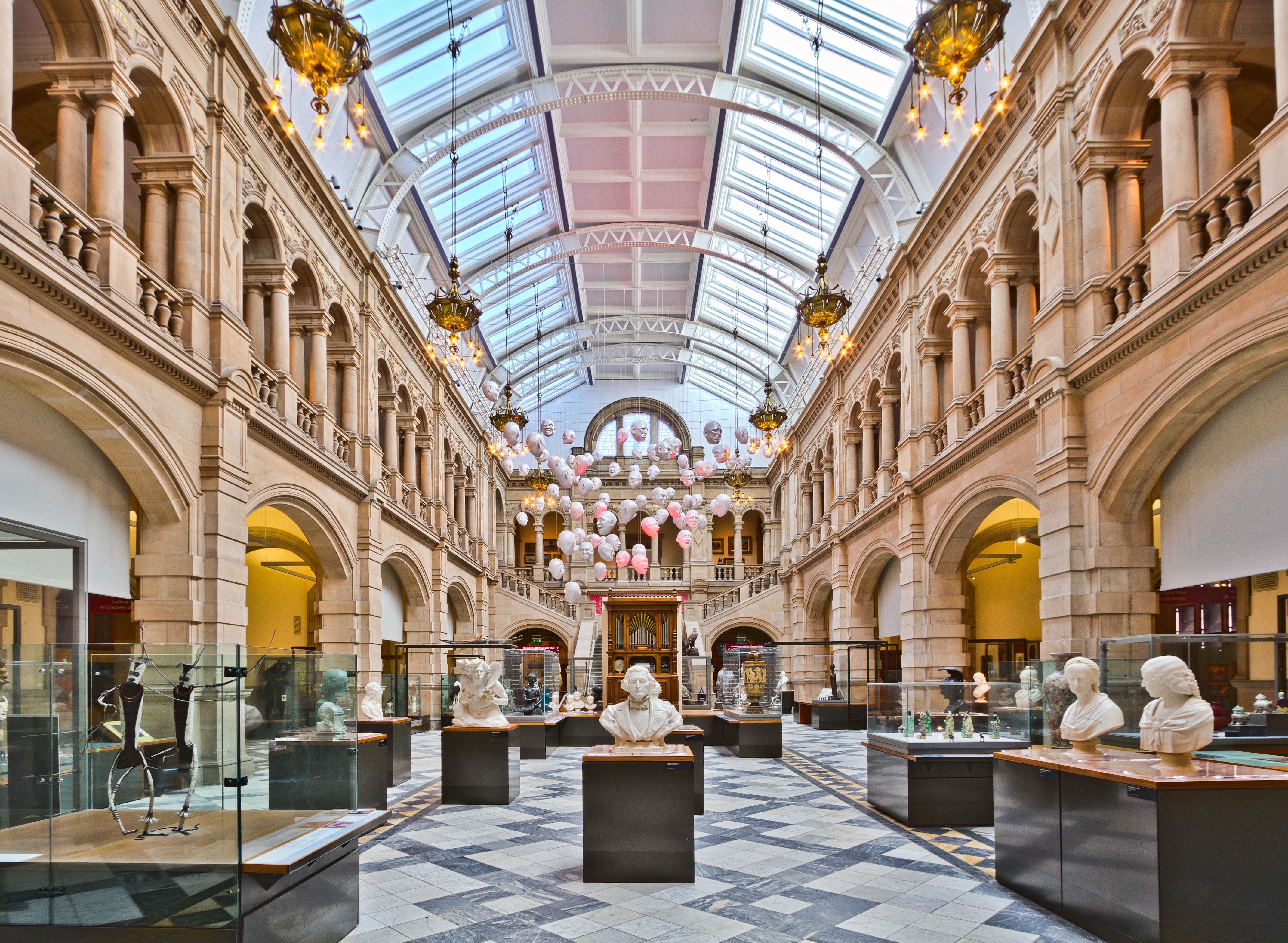

## Rénovations
Après d'importantes rénovations de 2003 à 2006 et un transfert d'œuvres des McLellan Galleries, dans le cadre d'un projet de 27,9 millions de livres sterling visant à remettre le musée dans un état « comme neuf », la réouverture du musée s'effectue en présence de la reine Élisabeth II le 11 juillet 2006.
Le « nouveau » Kelvingrove a supprimé les cloisons internes qui, au fil des décennies, avaient lentement coupé les lignes de visibilité intérieure. Il a également été ouvert ce qui était auparavant des caves de stockage pour fournir des galeries au rez-de-chaussée aux expositions temporaires, une aile éducative, un magasin et une nouvelle zone d'entrée au rez-de-chaussée.
L'un des résultats de tous ces changements a été de permettre au nombre d'objets exposés d'augmenter considérablement, passant de 4 000 avant la rénovation à 8 000 depuis.

## Collections

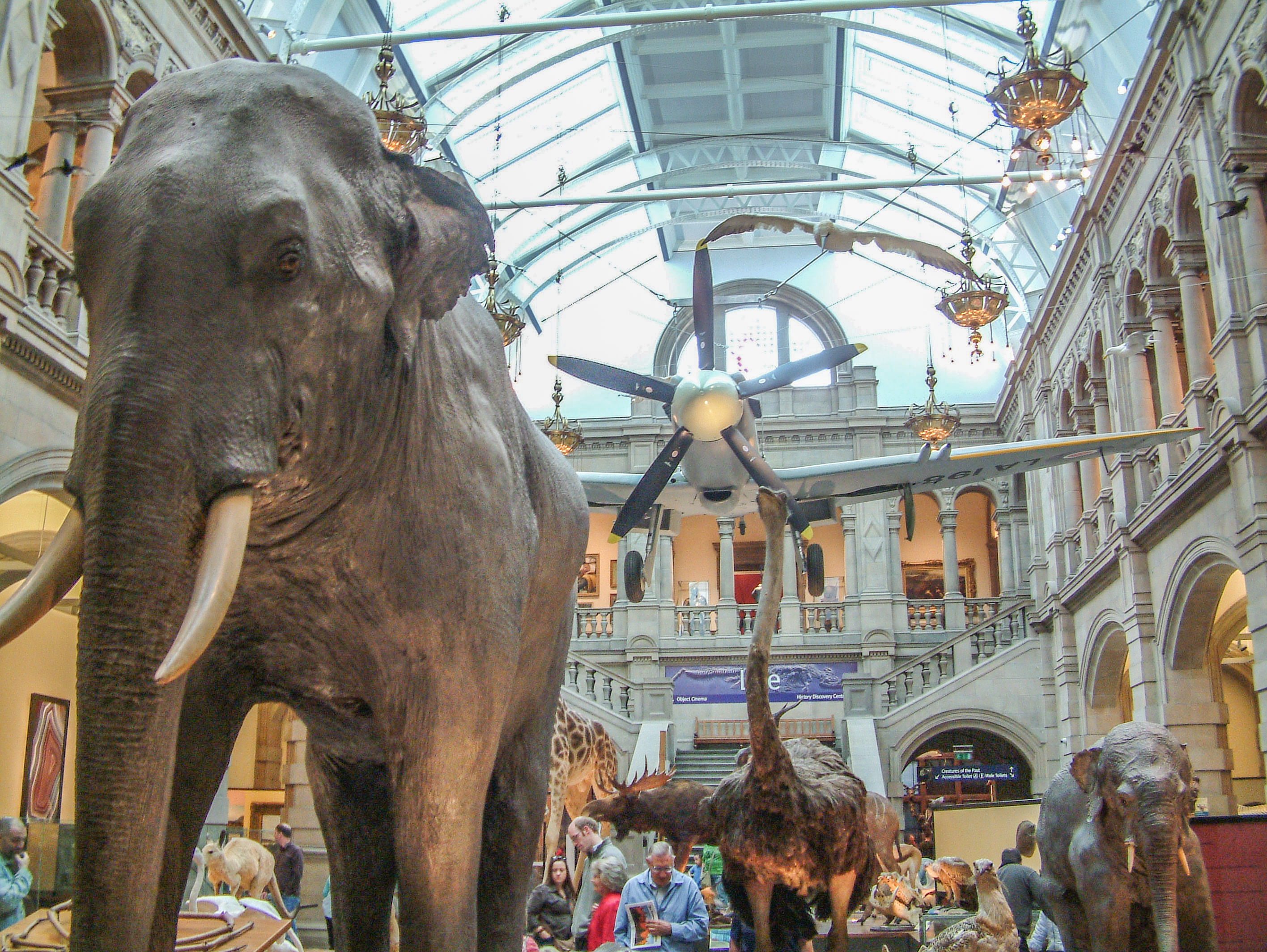
Comme beaucoup d'autres en Grande-Bretagne, le musée de Glasgow présente d'emblée des collections polyvalentes et pluridisciplinaires d'arts et de sciences.
Au-dessus des éléphants et des autruches, un Spitfire Mk XXI du 602 (City of Glasgow) Squadron de la Royal Auxiliary Air Force.

Le musée est souvent décrit comme hétéroclite, car les collections sont vastes et éclectiques, déclinées en 22 galeries thématiques dont chaque section est parfaitement organisée. Plus de 8000 objets y sont présentés.
L'immense collection est divisée en galeries Vie et Expression, réunissant des références historiques d'un côté et des beaux-arts de l'autre.
Vie est une grande promenade à travers l'histoire humaine, les artefacts de guerre et la nature ; dans la cour ouest, vous trouverez Sir Roger, un éléphant géant, et au-dessus, un Spitfire LA198 qui a volé pendant la Seconde Guerre mondiale.
Expression est un rassemblement communautaire de maîtres anciens, d'impressionnistes français, de coloristes écossais et de peintres hollandais. L'une des pièces les plus prisées ici est le Christ de Saint Jean de la Croix de Salvador Dali.
Notamment :
- Espace sciences naturelles et exposition sur les dinosaures. Le côté « vie » de l'approche thématique donne une large place aux collections de renommée mondiale d'animaux naturalisés ou montés, allant des superbes papillons jusqu'à Sir Roger.(voir infra)
- Vestiges de l’Égypte ancienne,
- Collection d’armes médiévales et d'armures écossaises du Moyen Âge
- Collections d'œuvres  du Moyen Âge à l'époque moderne : Botticelli, le Titien, Rembrandt,
- Collections d'impressionnistes et peintres du XIXe siècle : Millet, Courbet, Manet, Monet, Van Gogh, Cézanne, Seurat et Mackintosh
- Œuvres d’art modernes et contemporaines -  tableaux et sculptures de Matisse ou Dali
- D’anciens moyens de transport, dont plusieurs moteurs à explosion
- Une salle est  consacrée à Salvador Dalì, dont le tableau Christ de Saint-Jean de la Croix.
- Glasgow, son histoire et son architecture
- Des objets d’art liés au mouvement Glasgow style – art, artisanat et industrie –

## Œuvres

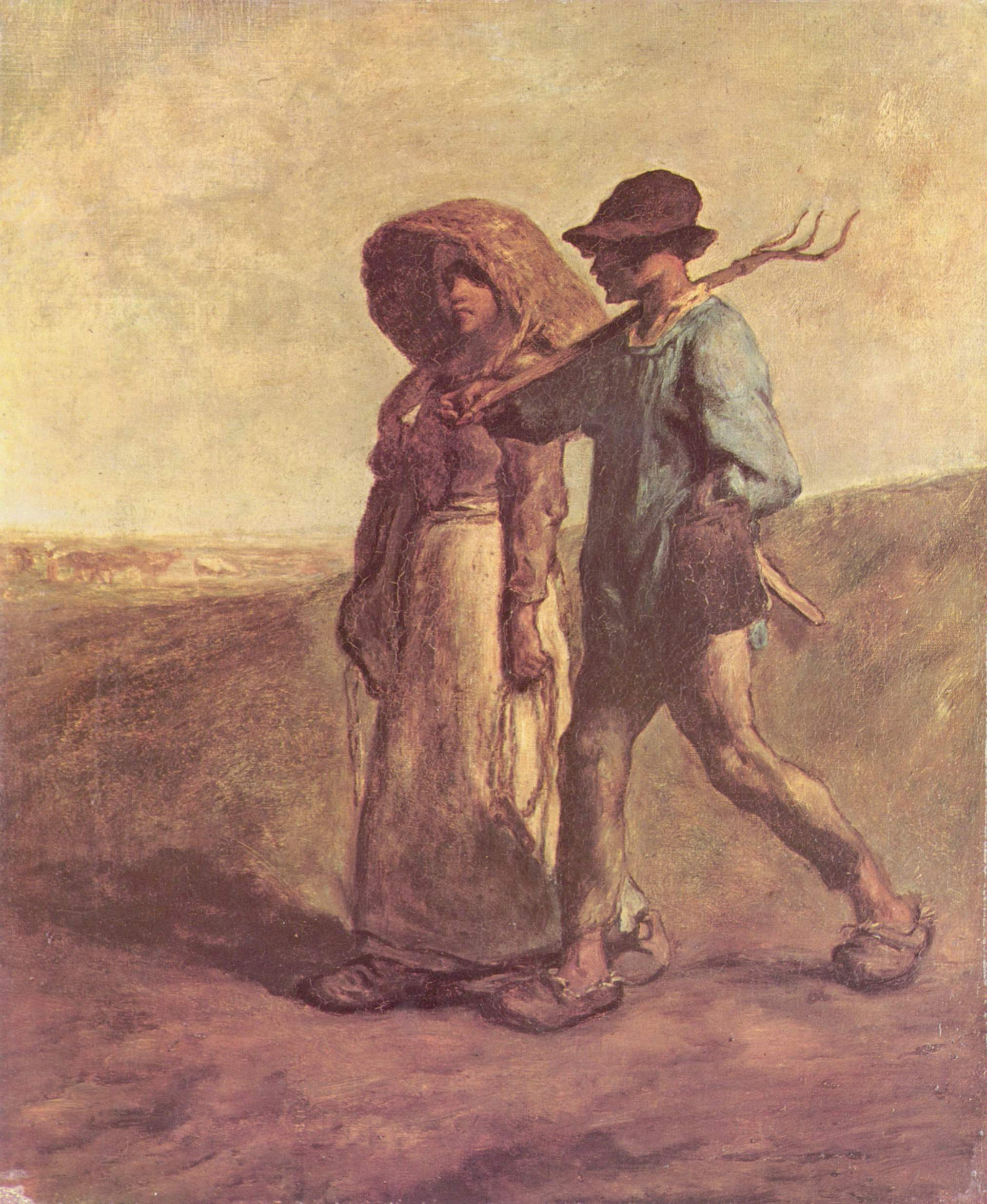
Le Départ pour le travail, par Jean-François Millet.

- Botticelli : L'Annonciation de l'église San Barnaba de Florence
- Dali : Christ de Saint Jean de la Croix[6]
- Rembrandt : 
  - Homme en armure
  - Le Bœuf écorché
- Titien : 
  - Les Trois Ages de l'Homme
  - Christ et la femme adultère
- George Frampton
- Francis Derwent Wood
- Edward Burne-Jones
- Jean-François Millet : Le Départ pour le travail
- James Whistler : Arrangement en gris et noir n°2
- Édouard Manet
- Henri Matisse : La Nappe rose
- Georges Seurat
- Paul Cézanne
- Gustave Courbet
- Gérard de Lairesse
- Caroline de Valory: La Miniature

## Autres présentations exceptionnelles
- Sir Roger était un éléphant qui passa les années 1890 dans un cirque ambulant avant de se retirer dans un zoo de Glasgow. En 1900, il développe un trouble hormonal qui le rend très agressif et par conséquent dangereux. Il a donc été abattu un matin alors qu'il prenait son petit-déjeuner. Il a été exposé à Kelvingrove en 1901 et y est resté depuis. Trop volumineux pour être déplacé lors de la rénovation du musée, il a simplement été laissé sur place, protégé dans une caisse en bois. Sir Roger vit dans la West Court.
- Le deuxième résident le plus célèbre de Kelvingrove est le Spitfire LA198, suspendu au plafond du premier étage. Cet avion a volé avec le 602e Escadron auxiliaire (City of Glasgow) pendant deux ans après la Seconde Guerre mondiale avant de s'écraser en 1949. Il a passé cinq ans à être magnifiquement restauré au Museum of Flight d' East Fortune avant de prendre sa place d'honneur dans un musée tout aussi magnifiquement restauré.

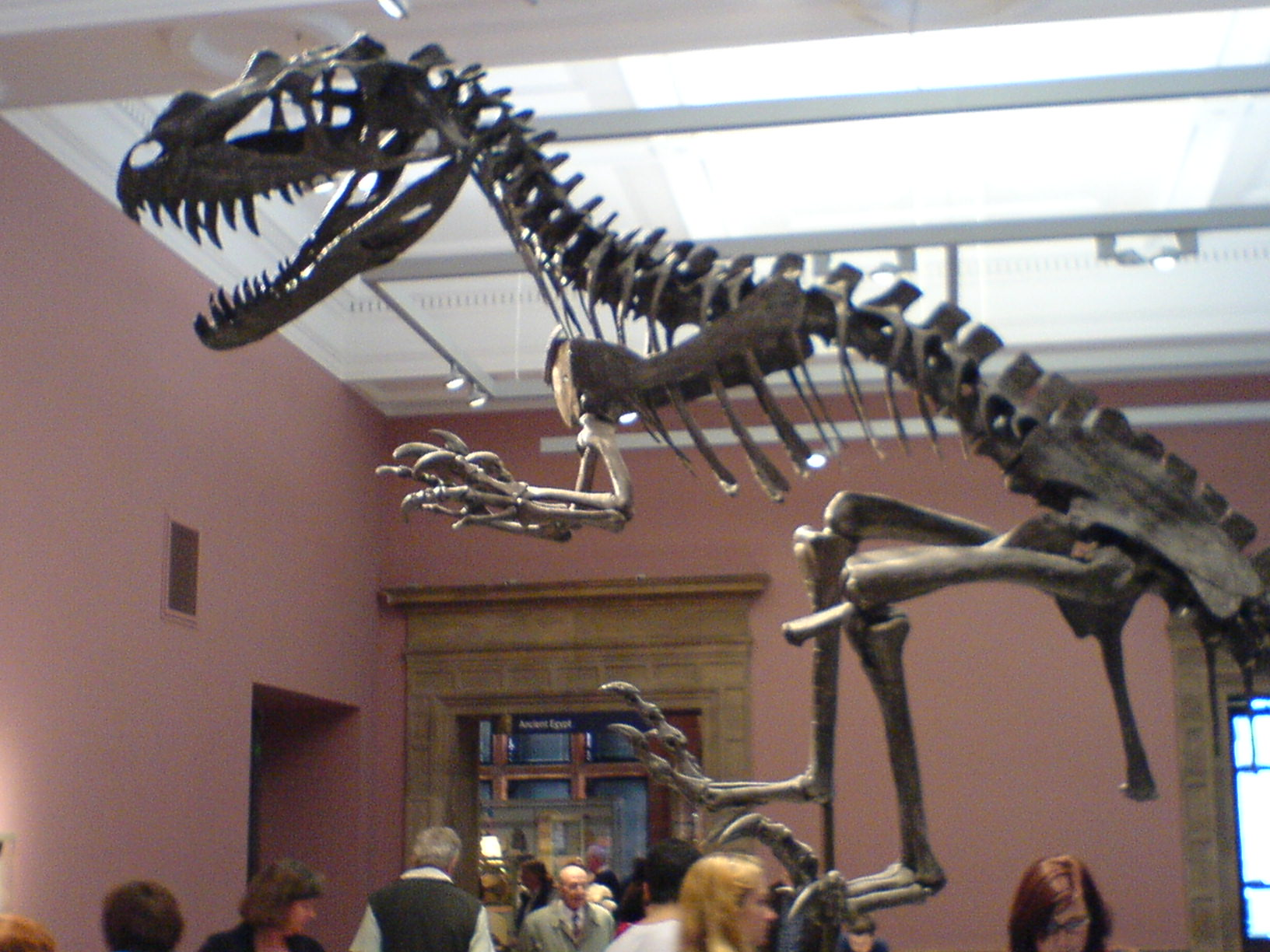
Cératosaure
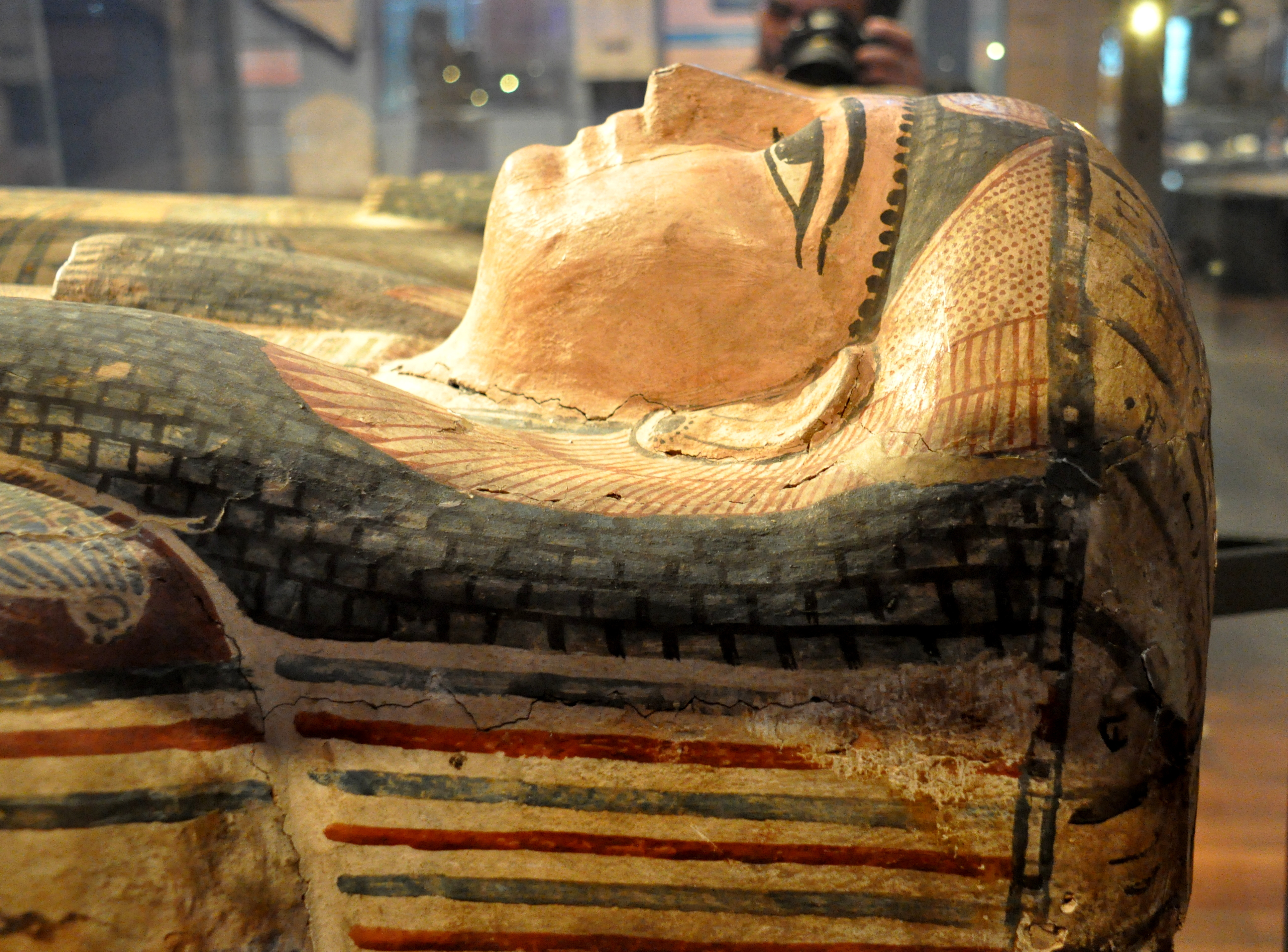
Tombe égyptienne
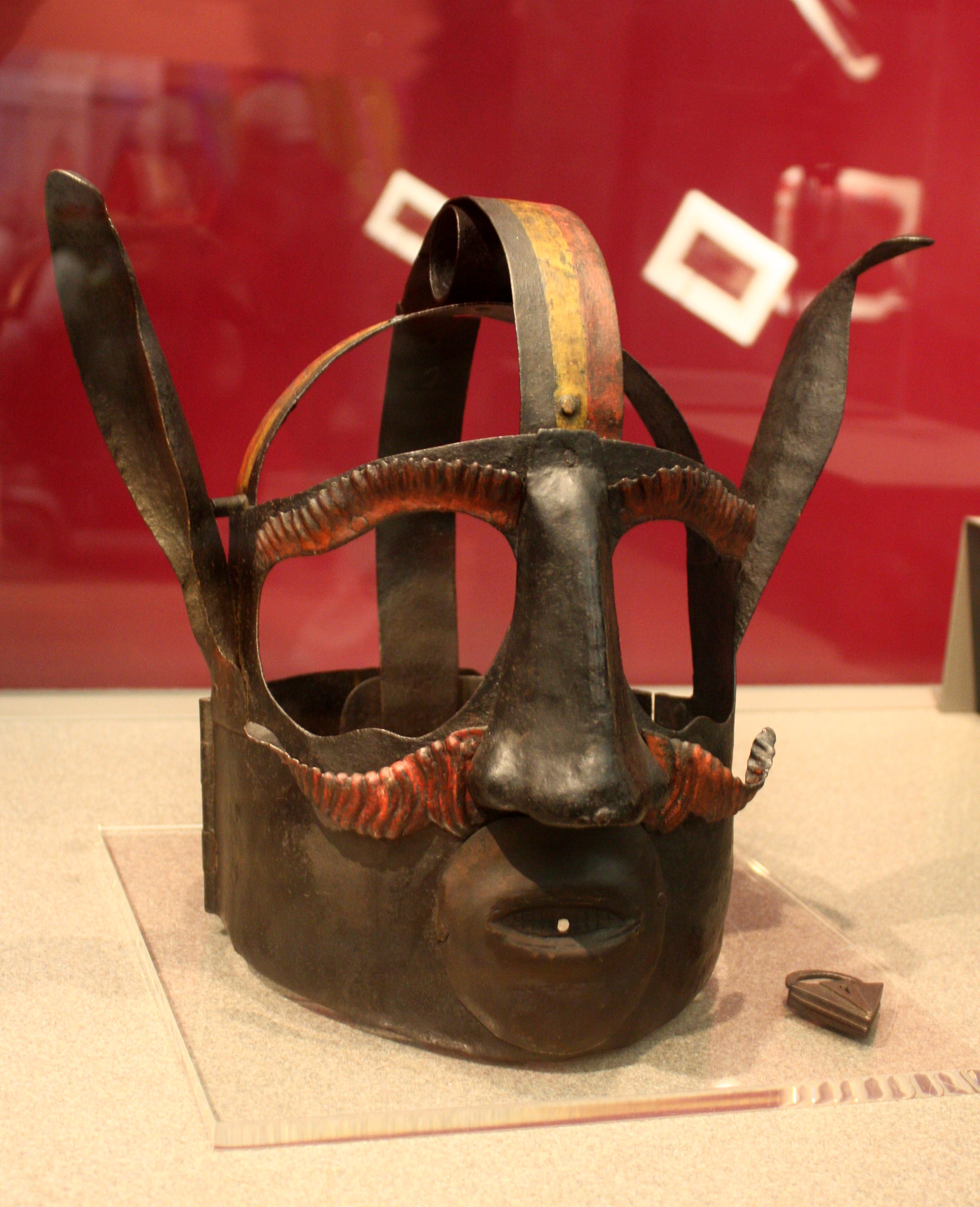
Masque de honte, XVIe siècle.
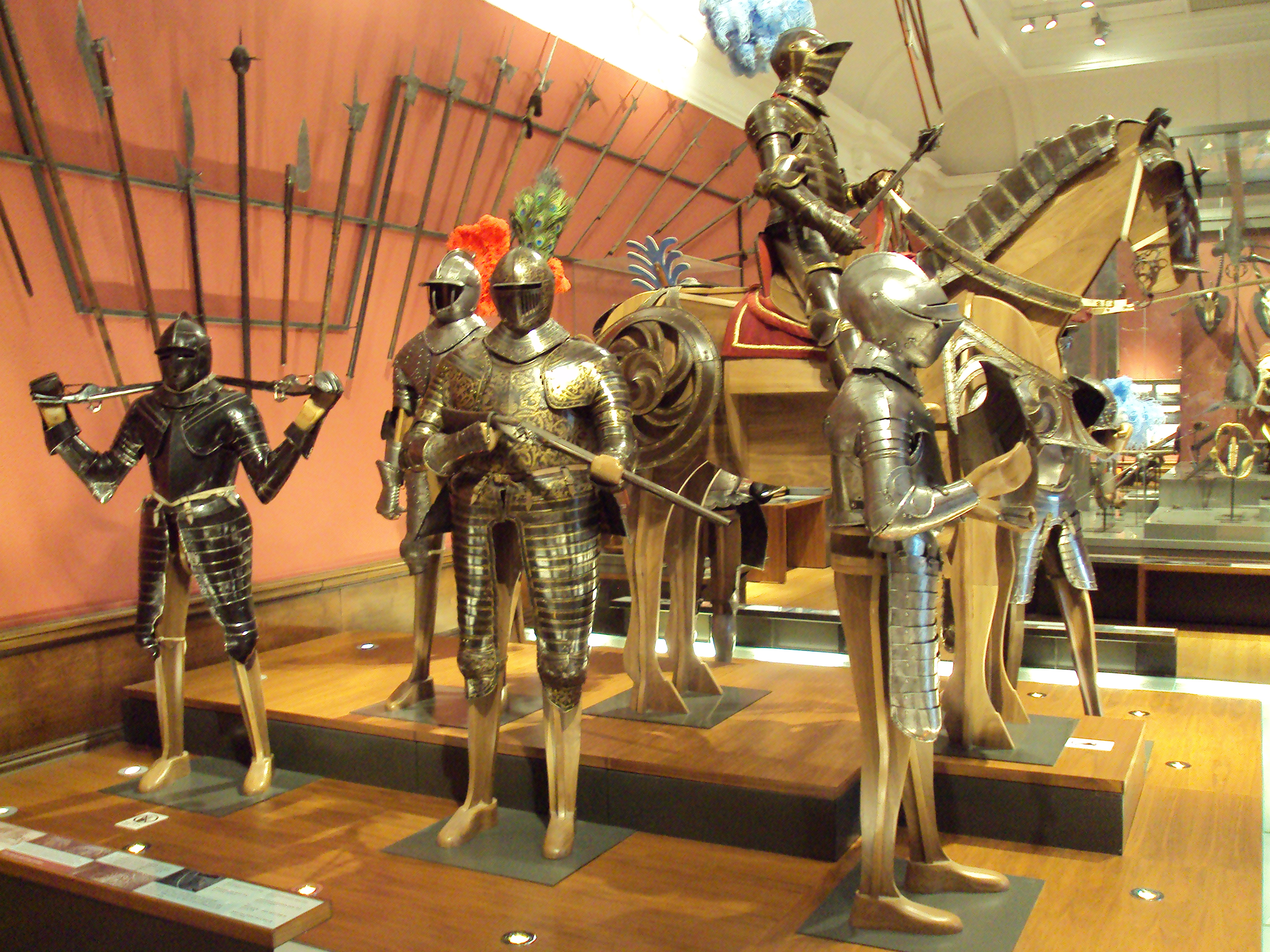
Armures du comte de Pembroke
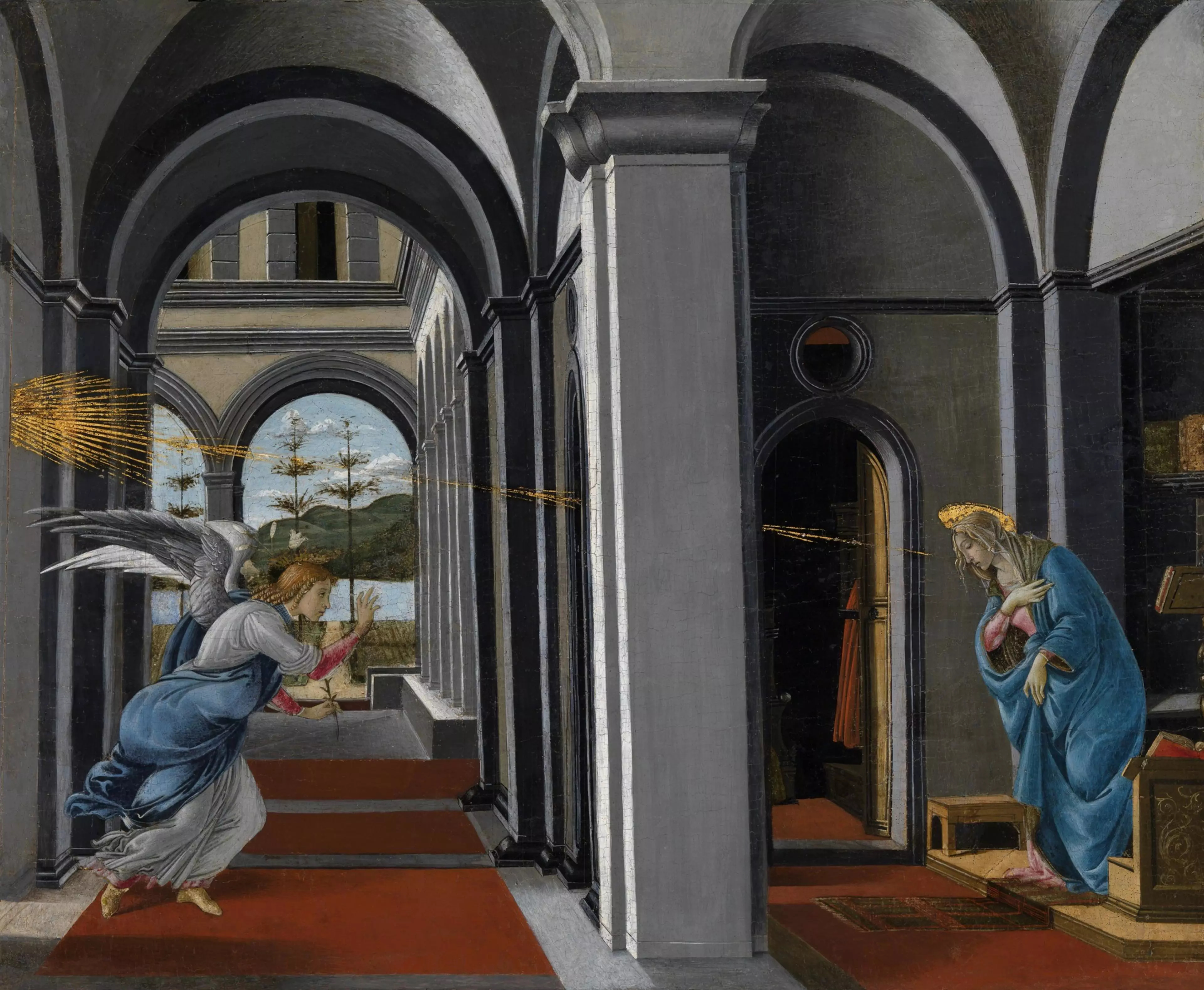
Annonciation, de Botticelli
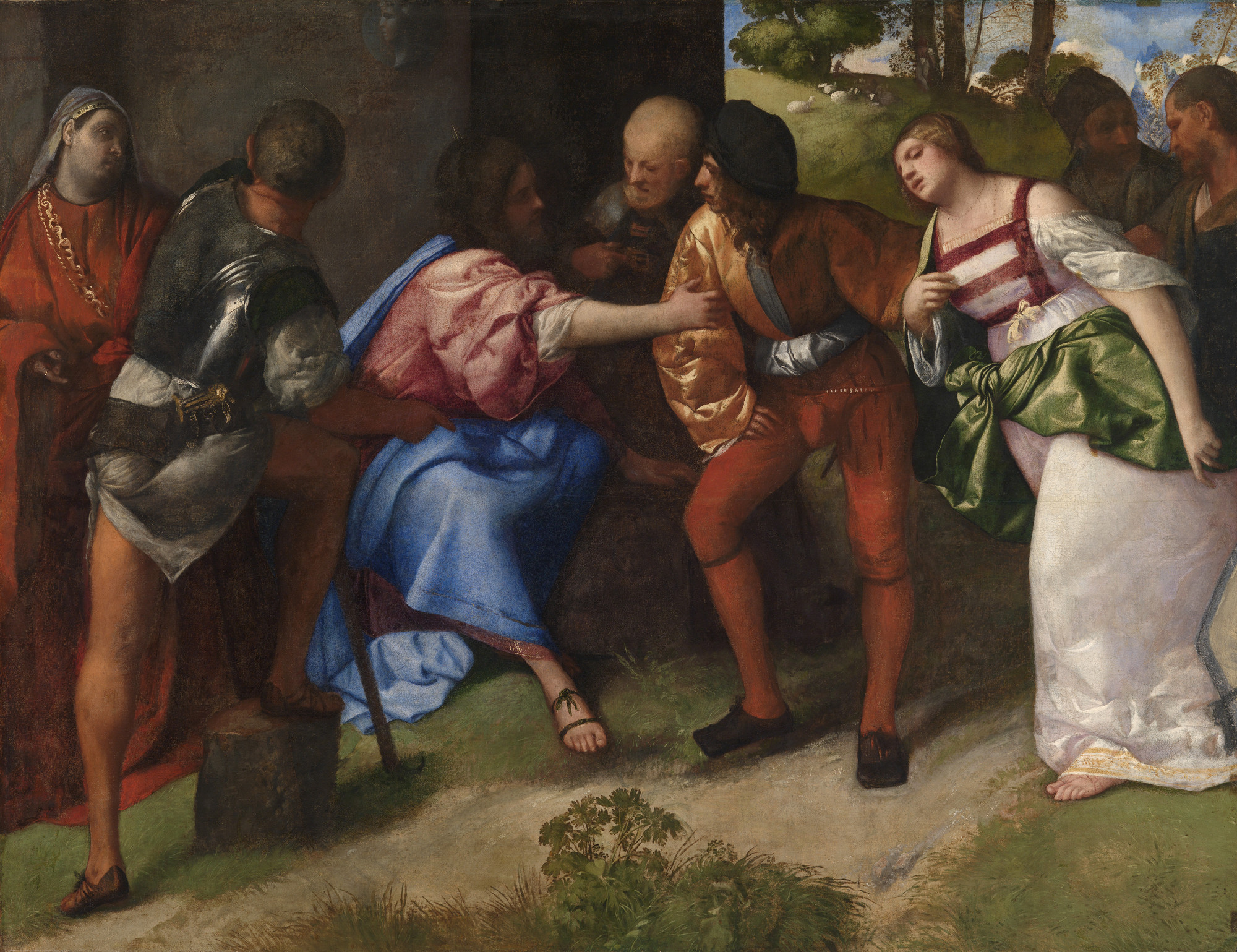
Le Christ et la femme adultère, Titien
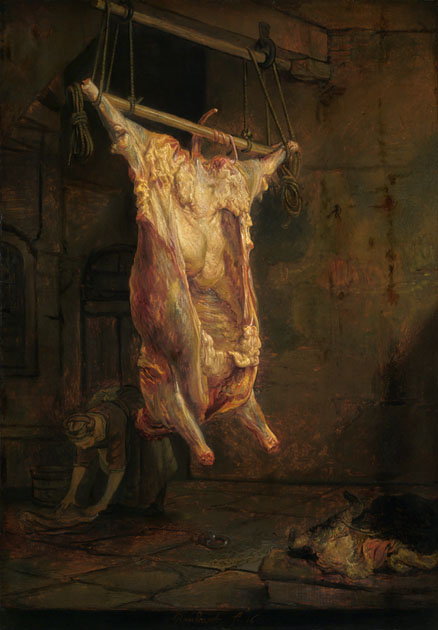
École de Rembrandt, à qui le tableau était auparavant attribué - Le bœuf écorché (1643)
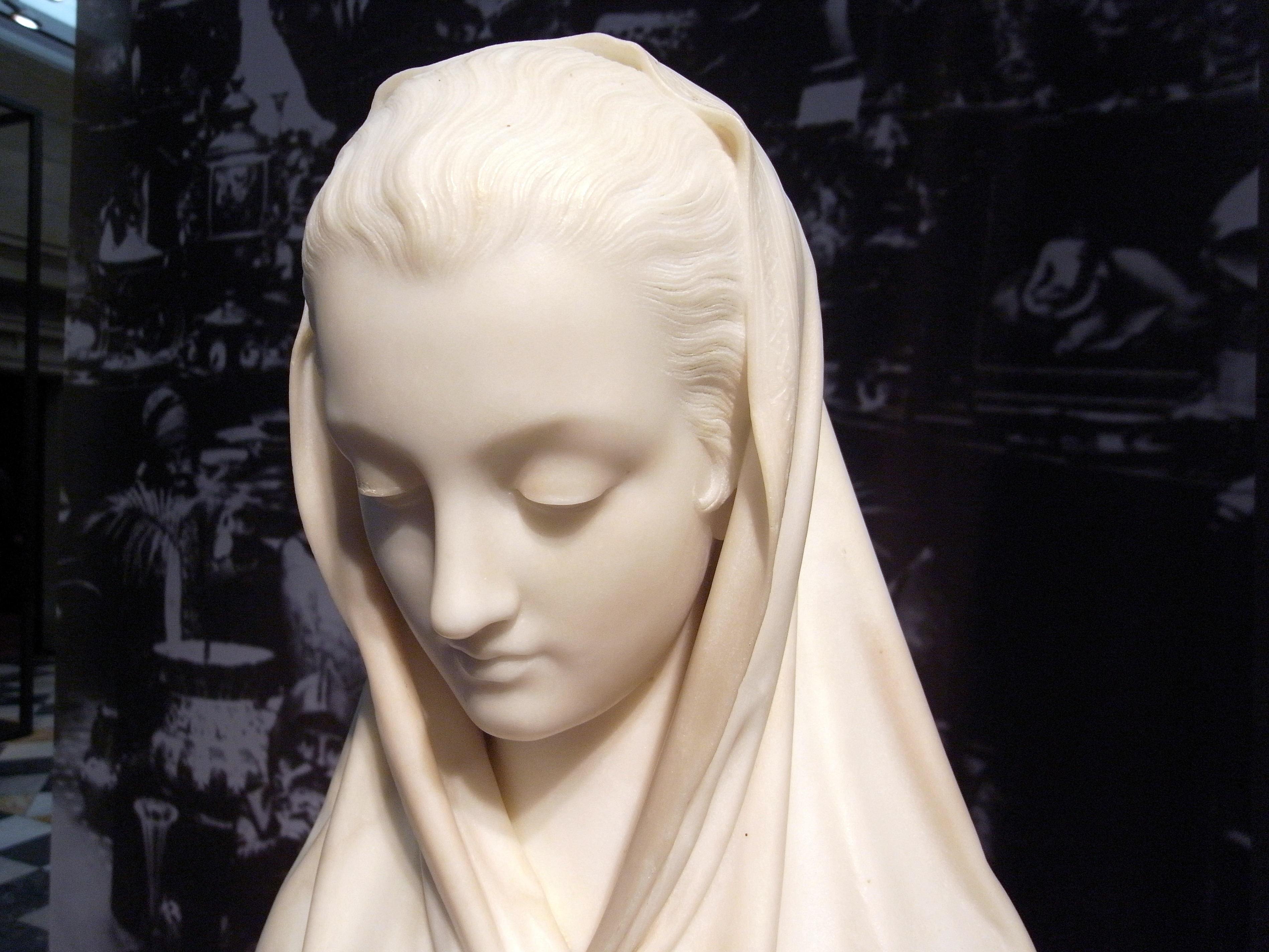
Sculpture Modestie (XIXe siècle)
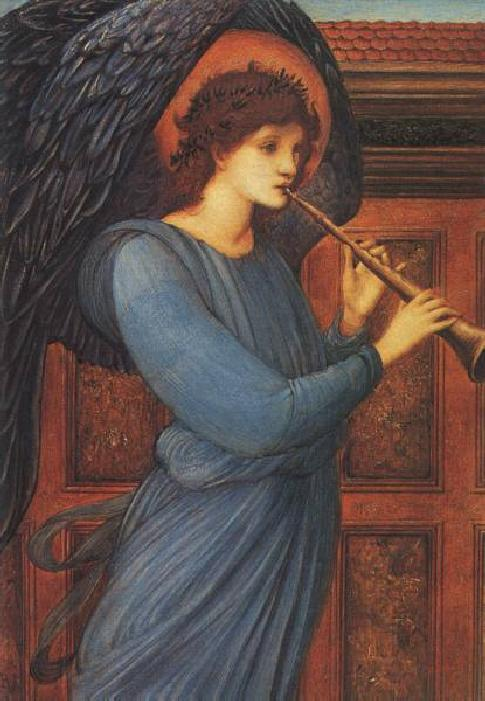
Edward Burne-Jones - The Angel (1881)

## Services
Un concert d’orgue gratuit est organisé tous les après-midi dans le hall principal du musée.
Le musée dispose d'un restaurant, d'un café et d'une boutique de cadeaux.
Un parking est disponible du côté du parc Kelvingrove du musée : d'autres sont disponibles du côté opposé d'Argyle Street, près de Kelvin Hall.

## Accessibilité
- Bus : depuis le centre-ville : First Bus 2, 3 et 77 arrêt Kelvingrove.
- métro : à cinq minutes à pied de la station de métro Kelvinhall et à dix minutes à pied de la station de métro Kelvinbridge.
- chemin de fer : à quinze minutes à pied de la gare de Partick et à dix minutes à pied de la gare de Charing Cross.